# لین ویدالی
لین ویدالی (به انگلیسی: Lynn Vidali) (زادهٔ ۲۶ مهٔ ۱۹۵۲) شناگر اهل ایالات متحده آمریکا است.